# Falber Milchling
Der Falbe Milchling oder Fleischblasse Milchling (Lactarius pallidus) ist ein Pilz aus der Familie der Täublingsverwandten. Es ist ein mittelgroßer Milchling, mit blass fleischocker bis schmutzig weißlichem Hut, der zumindest jung eine fleischrosa bis fleischbraune Tönung aufweist. Die Milch ist weiß und bleibt so. Der Geruch ist unbedeutend, der Geschmack ist ziemlich mild, kratzt aber im Hals. Der Milchling ist ein typischer Mykorrhizapilz der Rotbuche.

## Merkmale

### Makroskopische Merkmale
Der relativ große Hut ist 5–15 cm breit, lange Zeit gewölbt und dann leicht niedergedrückt. Der Rand ist anfangs eingerollt und der Randsaum überragt oft die Lamellen. Die Hutfarbe ist sehr falb, blass fleischfarben bis bleich ocker, im Alter mehr oder weniger beige. Der Hut ist stets ungezont, aber stellenweise dunkler gefleckt. Die Huthaut ist bei feuchtem Wetter sehr schleimig und bei Trockenheit glänzend.
Die cremeweißlichen bis blass fleischockerfarbenen und recht dicht stehenden Lamellen sind am Stiel angewachsen oder laufen kurz daran herab. Bei Druck verfärben sie sich fuchsig bis ockerblass oder werden rostfleckig. Das Sporenpulver ist blassocker.
Der zylindrische Stiel ist 3–8 cm lang und 1–1,5 (2) cm breit. Er ist ziemlich brüchig und zuerst ausgestopft, doch schon bald hohl. Die etwas runzelige Stieloberfläche ist hutfarben oder etwas heller gefärbt und hat oft blassbräunliche Flecken.
Das Fleisch ist weiß bis blassgelb und schmeckt ziemlich mild, hat aber einen etwas kratzenden Nachgeschmack. Der Geruch ist unbedeutend. Die Milch ist weiß und versiegt schon bald, sie ist an der Luft unveränderlich und neigt beim Eintrocknen höchstens etwas zum Grauen.

### Mikroskopische Merkmale
Die Sporen sind breitelliptisch und durchschnittlich 7,3–7,7 µm lang und 5,8–6,2 µm breit. Der Q-Wert (Quotient aus Sporenlänge und -breite) ist 1,1–1,4 µm. Das Sporenornament wird bis 1 µm hoch und besteht aus mehr oder weniger zahlreichen oft verbreiteten Warzen und Rippen, die oft zebrastreifenartig angeordnet und teilweise miteinander verbunden sind, aber kein geschlossenes Netz bilden. Der Hilarfleck ist inamyloid oder teilweise amyloid. Die Basidien sind zylindrisch bis keulig, 40–50 µm lang und 9–11 µm breit und haben bisweilen nur zwei, meist aber vier Sterigmen.
Die spindeligen, 45–100 µm langen und 6–10 µm breiten Pleuromakrozystiden sind selten bis zahlreich. Die Lamellenschneiden sind heterogen und bestehen aus wenigen bis zahlreichen Basidien und zahlreichen Cheilomakrozystiden. Diese messen 35–80 × 5–9 µm und sind spindelig bis etwas zylindrisch.
Die Huthaut (Pileipellis) ist ein 100–200 µm dickes Ixotrichoderm, das aus unregelmäßig aufsteigenden und mehr oder weniger verbogenen, knorrigen, 2–6 µm breiten Hyphenenden besteht, die in eine gelatinisierte Masse eingebunden sind.

## Artabgrenzung
Der Falbe Milchling hat nur wenig auffallende Merkmale. Recht typisch sind seine falben Farben. Ein Doppelgänger im Nadelwald ist der seltene Heide-Milchling (Lactarius musteus). Der Heide-Milchling ist ein Kiefernbegleiter, den man besonders auf Moorböden finden kann. Bei ihm ist die Stielspitze unterhalb der Lamellen fleischrosa gegürtelt, während der Stiel beim Falben Milchling einheitlich gefärbt ist. Außerdem stehen die Lamellen weniger dicht und sind auch seltener gegabelt als beim Falben Milchling.
Einige Milchlinge, die im Alter stark ausblassen, können ebenfalls mit dem Falben Milchling verwechselt werden. Einer von ihnen ist der scharfe Nordische Milchling (Lactarius trivialis). Sein Hut ist normalerweise grauviolett und manchmal in der Jugend am Rande dunkler gezont. Er ist im Norden Europas stärker verbreitet.
Weitere mitunter ähnliche Milchlinge sind der Graublasse Milchling (Lactarius albocarneus), ein Begleitpilz der Tanne, und der Rosascheckige Milchling (Lactarius controversus), der bei Weiden und Pappeln wächst und auffallend kleinen Sporen hat. Auch der Goldflüssige Milchling (Lactarius chrysorrheus), ein Mykorrhizapilz der Eiche, kann ähnlich aussehen, er hat aber eine rasch gilbende Milch.

## Ökologie
Der Falbe Milchling ist ein Mykorrhizapilz, der in Mitteleuropa fast ausschließlich mit Rotbuchen eine symbiotische Beziehung eingeht. In seltenen Fällen können aber auch Eichen oder andere Laubbäume als Wirt dienen.
Der Milchling kommt vorzugsweise in mesophilen Buchenwäldern wie Orchideen-Buchenwäldern, Haargersten-Buchenwäldern oder Waldmeister-Buchenwäldern, Tannen-Buchen- und Buchen-Tannenwäldern und seltener auch in Hainsimsen-Buchenwäldern vor. Mit oder ohne Rotbuche kann man ihn auch in Hainbuchen-Eichen- und Edellaubbaum-Mischwäldern oder in Parkanlagen finden. Der Milchling bevorzugt Wälder, die sich in ihrem Klimaxstadium befinden. Er mag frische, mittel- bis tiefgründige, mäßig nährstoffhaltige, aber stickstoffarme Braunerden, die mehr oder weniger basenreich sind. Der Milchling ist aber nicht absolut an Kalk gebunden.

## Verbreitung

Verbreitung des Falbe-Milchlings in Europa. Grün eingefärbt sind Länder, in denen der Milchling nachgewiesen wurde. Grau dargestellt sind Länder ohne Quellen oder Länder, die außerhalb von Europa liegen.

Der Falbe Milchling kommt in Europa vor, er wurde aber auch in Nordafrika (Marokko) nachgewiesen. Das Verbreitungsareal fällt im Wesentlichen mit dem der Rotbuche zusammen, es gibt aber auch einige Vorposten außerhalb des Rotbuchenareals.
Die Art ist in Deutschland und Österreich weit verbreitet und noch relativ häufig.

## Systematik

### Infragenerische Systematik
Der Falbe Milchling wird in die Sektion Pyrogali gestellt. Die Vertreter der Sektion haben meist schmierig-klebrige Hüte und eine weiße, unveränderliche Milch, die im Normalfall beim Eintrocknen keine Flecken auf den Lamellen hinterlässt. Alle Arten sind ungenießbar oder schwach giftig.

## Bedeutung
Abgekocht ist der auch roh fast milde Falbe Milchling durchaus essbar, doch wird er von den meisten Autoren als ungenießbar bezeichnet. Da er wenig wohlschmeckend ist, ist diese Einschätzung wohl gerechtfertigt.